# Dhankuta
Dhankuta (népalais : धनकुटा) est une ville du Népal située dans la zone de Koshi et chef-lieu du district de Dhankuta. Au recensement de 2011, la ville comptait 26 440 habitants.

## Histoire
Jusqu'en 1963, Dhankuta Bazaar était le centre administratif de l'ensemble du nord-est du Népal. Situé à un demi-mille au-dessus de la ville, les bâtiments du Bada Hakim, le gouverneur de district féodal de l'ensemble du nord-est du pays, surplombent Dhankuta. La ville est dotée de la prison régionale et d'un poste de l'armée. En raison de l'isolement de Dhankuta de la plaine du Teraï et de Kathamandu, elle a longtemps été en situation d'auto-administration.
Pendant la période précédant le panchayat, Dhankuta se concevait comme une communauté relativement progressiste avec sa propre élite intellectuelle. Dhankuta fut très tôt dotée de structures d'enseignement, notamment le seul lycée du Népal hors de Kathmandou dans les années 1930, qui devint rapidement mixte et fut suivi d'une université.
À partir de 1963, le Népal est divisé en 75 districts (panchayat), et la région administrative de Dhankuta divisée en six districts. Le pouvoir du Bada Hakim fut transféré au Panchayat Development Officer du gouvernement central, et aux présidents élus de chaque district. Dhankuta, située sur l'axe nord-sud de l'autoroute Koshi, est le siège administratif de la région de développement Est, et abrite un certain nombre de bureaux d'organisations non gouvernementales et gouvernementales chargées du développement de la région. Hile, en amont sur la route, est un important centre de commerce et le carrefour de grands axes routiers en direction de l'arrière-pays de la vallée Arun et de Bhojpur.

## Économie
Les ressources économiques de la ville sont principalement issues des productions agricoles des régions environnantes, comme les mandarines, pommes de terre, etc. D'autres sources alimentent également l'économie de la ville, dont une partie des soldes rapatriées par les soldats Gurkhas engagés dans l'armée britannique ou l'armée indienne. Le contraste est assez fort, entre Dhankuta, un milieu urbanisé et tourné vers le commerce (activité traditionnelle de l'ethnie Newar), et les régions périphériques, essentiellement agricoles, très mélangées ethniquement, notamment les Rais, les Limbus avec une immigration croissante de tibétains.

## Personnalités liées à la ville
- Jhamak Ghimire, écrivaine, y est née en 1980